# شقران أخيلي
شقران أخيلي (الاسم العلمي: Puccinia achilleae) هو نوع من الفطريات يتبع جنس الشقران من الفصيلة الشقرانية.